# 陈城镇
陈城镇，是中华人民共和国福建省漳州市东山县下辖的一个乡镇级行政单位。 区域面积62.59平方千米。

## 行政区划
陈城镇下辖以下地区：
陈城村、岐下村、山东村、山南村、后崎村、白埕村、黄山村、山口村、湖塘村、港口村、后姚村、宫前村和澳角村。